# Ursula von Petz
Ursula von Petz (* 27. Dezember 1939 in Gräfelfing; † 12. August 2022 in Bosch en Duin) war eine deutsche Stadtplanerin und Hochschullehrerin.

## Leben
Ursula von Petz studierte Architektur und Stadtplanung. 1984 wurde sie mit der Dissertation über die Stadtsanierung im Dritten Reich zum Dr.-Ing. promoviert. Sie war außerplanmäßige Professorin am Institut für Raumplanung (IRPUD) der TU Dortmund. Von 1997 bis 2001 hatte von Petz eine Vertretungsprofessur am Lehrstuhl Planungstheorie und Stadtplanung der Fakultät Architektur an der RWTH Aachen inne. Ferner hatte sie Lehraufträge an der Universität Ferrara und der Technische Universität Wien. von Petz war Mitglied der Deutsche Akademie für Städtebau und Landesplanung.
Ihre Lehr- und Forschungsschwerpunkte waren Stadtplanung, Planungstheorie, Planungsgeschichte sowie Stadterneuerung. Sie hat zahlreiche wissenschaftliche Arbeiten und Artikel dazu veröffentlicht.
Ursula von Petz starb am 12. August 2022 in Bosch en Duin, einem Ortsteil von Zeist in der niederländischen Provinz Utrecht im Alter von 82 Jahren.

## Schriften
- mit Klaus M. Schmals (Hrsg.): Metropole, Weltstadt, Global City: neue Formen der Urbanisierung, Dortmund 1992
- mit Harald Bodenschatz (Hrsg.), Daniela Spiegel, Uwe Altrock, Lorenz Kirchner: Städtebau für Mussolini auf der Suche nach der neuen Stadt im faschistischen Italien, DOM publishers Berlin 2011, ISBN 978-3-86922-186-1
- mit Harald Bodenschatz (Hrsg.), Daniela Spiegel: Städtebau für Mussolini auf dem Weg zu einem neuen Rom, DOM publishers Berlin 2013, ISBN 978-3-86922-298-1
- Robert Schmidt 1869–1934: Stadtbaumeister in Essen und Landesplaner im Ruhrgebiet, Verlag Wasmuth & Zohlen 2016, ISBN 978-3-8030-0790-2

Artikel
- Planung im Revier Entstehungsbedingungen der Landesplanung im Ruhrgebiet nach 1900, IN: Raumplanung 1986, S. 82–87
- Martin Kröger: Ursula von Petz: Stadtsanierung im Dritten Reich, dargestellt an ausgewählten Beispielen, 1984, IN: Geschichte in Köln, Vol. 27, Nr. 1 (online veröffentlicht 2019)
- Gegen „Dirnen und Verbrecher“. Altstadtsanierung in Köln in nationalsozialistischer Zeit, 1991 (online veröffentlicht 2019)
- Diese Wohnung spottet vor der ganzen Welt. Altstadtsanierung in Braunschweig in nationalsozialistischer Zeit, IN: Jahrbuch Stadterneuerung 1991, S. 71 ff.
- Die Geschichte des Verbandes oder: vom Siedlungsverband Ruhrkohlenbezirk zum Kommunalverband Ruhrgebiet. 75 Jahre Landesplanung und Regionalpolitik im Revier, IN: Kommunalverband Ruhrgebiet (Hrsg.): Kommunalverband – Ruhrgebiet. Wege, Spuren. Festschrift zum 75jährigen Bestehen des Kommu- nalverbandes Ruhrgebiet. Essen, S. 7–67, 1995
- Raumplanung und „Moderne“. Ansichten zur Geschichte einer Disziplin. IN: Die alte Stadt 22, S. 349–363, 1995
- Raumplanung im Ruhrgebiet zwischen Demokratie und Diktatur. Raumbezogene Politiken und ‚Leitbilder’ zwischen 1930 und 1965, 1997
- Raumplanung und „Moderne“ – Nicht nur retrospektive Ansichten zur Genese einer Disziplin. IN: Schmals, K. M. (Hrsg.): Was ist Raumplanung?. Dortmund, S. 75–90, 1999
- Schwerpunkt: Stadt und Planung in Italien, IN: Vierteljahreszeitschrift für Stadtgeschichte, Stadtsoziologie, Denkmalpflege und Stadtentwicklung 34. Jahrgang Heft 3/2007 BAG–Verlag